# Xã Centralia, Quận Marion, Illinois
Xã Centralia (tiếng Anh: Centralia Township) là một xã thuộc quận Marion, tiểu bang Illinois, Hoa Kỳ. Năm 2010, dân số của xã này là 15.042 người.